# 11e régiment d'infanterie territoriale
Le 11e régiment d'infanterie territoriale est un régiment d'infanterie de l'armée de terre française qui a participé à la Première Guerre mondiale.

## Création et différentes dénominations
Le régiment reçoit son numéro par décret du 19 mars 1875, en prévision de la mobilisation

## Drapeau
Il porte, cousues en lettres d'or dans ses plis, les inscriptions suivantes :
- Artois 1914
- Yser 1914

## Historique des garnisons, combats et batailles du11eRIT

### Première Guerre mondiale
Affectations :

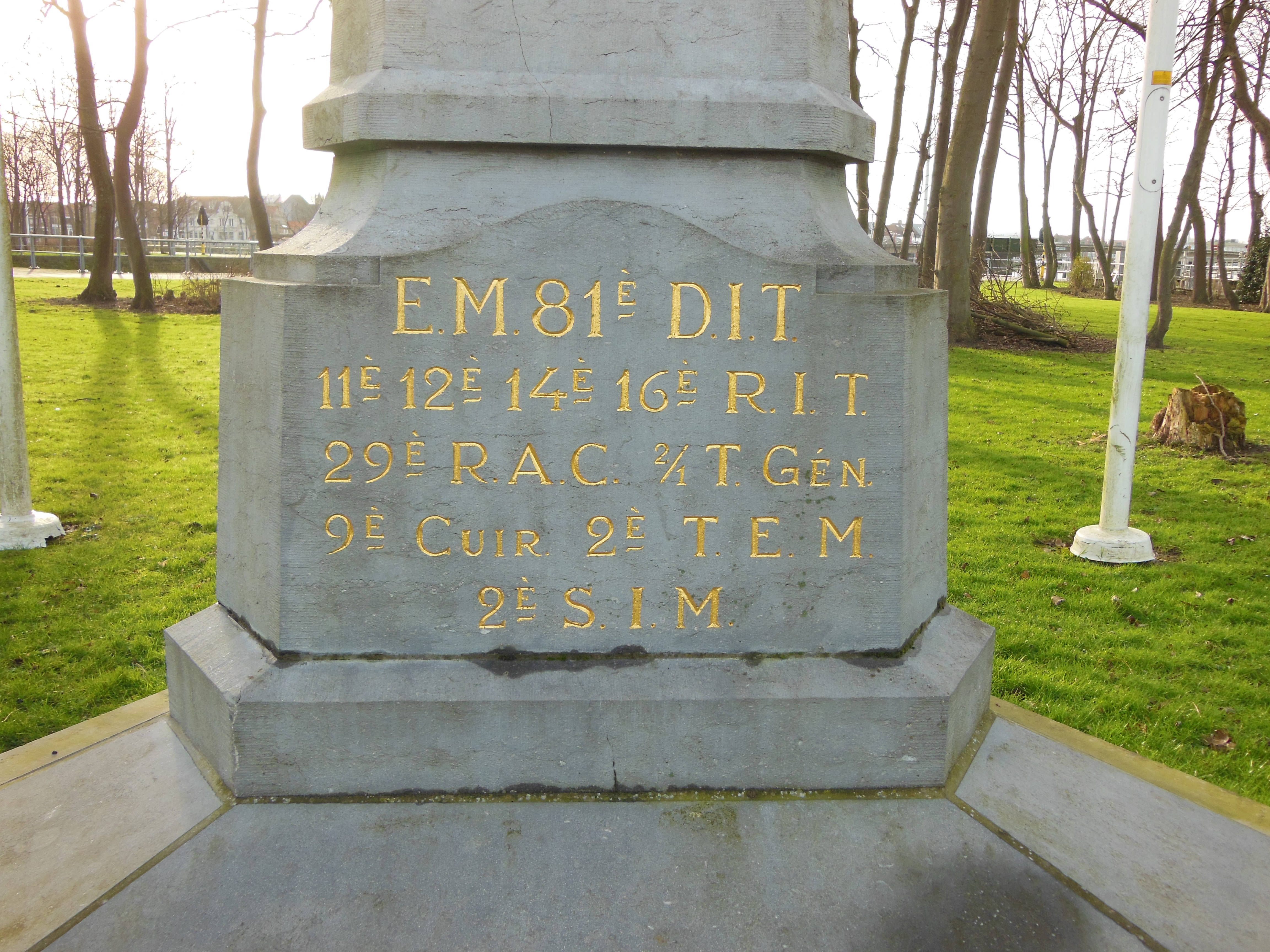
Monument à la à Nieuport en Belgique, avec mention du 11e RI territorial.

- 81e Division d'Infanterie Territoriale d'août 1914 à décembre 1915
- 87e Division d'Infanterie Territoriale de juin 1916 à avril 1917

#### 1915
97e Division d'infanterie territoriale en Champagne près de Reims.

## Personnages célèbres ayant servi au11eRIT
- André Alerme (1877-1960), comédien de théâtre et de cinéma